# Зруч-Сенец
Зруч-Сенец (чеш. Zruč-Senec) је насељено мјесто са административним статусом сеоске општине (чеш. obec) у округу Плзењ-север, у Плзењском крају, Чешка Република.

## Становништво
Према подацима о броју становника из 2014. године насеље је имало 3.097 становника.